# Sân bay Yamburg
Sân bay Yamburg (ICAO: USMQ) là một sân bay ở Khu tự trị Yamalo-Nenets, Nga, cách Yamburg 21 km về phía tây bắc.

## Hãng hàng không và điểm đến
| Hãng hàng không | Các điểm đến                |
| --------------- | --------------------------- |
| Gazpromavia     | Moskva–Vnukovo, Tyumen, Ufa |

## Thống kê
Nguồn: 